# برنی بوستون
برنی بوستون (انگلیسی: Bernie Boston; ۱۸ مهٔ ۱۹۳۳ – ۲۲ ژانویهٔ ۲۰۰۸) یک عکاس آمریکایی بود که شهرتش به خاطر تصویر نمادین فلور پاور بود.

## زندگی و حرفه
بوستون در واشینگتن دی سی متولد شد و در مک‌لین، ویرجینیا بزرگ شد. در دوران دبیرستان، عکاس روزنامه و سالنامه بود. او در سال ۱۹۵۵ از موسسه فناوری روچستر (RIT) فارغ التحصیل شد. در سال ۱۹۵۸، او ارتش را ترک کرد و به واشینگتن بازگشت، و در زمینه فوتوفینیش سفارشی کار کرد. او عضوی از انجمن برادری محلی گاما فی و آرآی‌تی بود، و پس از تبدیل شدن به یک بخش از برادری سیگما پی، او به سازمان ملی معرفی شد. بعد از تحصیل در موسسه فناوری روچستر، بوستون در دانشکده پزشکی هوانوردی نیروی هوایی ایالات متحده تحصیل کرد. او به مدت دو سال در ارتش خدمت کرد و در همان زمان در آلمان مشغول تمرین رادیولوژی «در یک بخش جراحی مغز و اعصاب» بود.
او حرفه عکاسی خبری خود را در دیتون، اوهایو با دیتون دیلی نیوز آغاز کرد. او به واشینگتن بازگشت تا در واشینگتن استار کار کند که در زمان انتشار روزنامه در سال ۱۹۸۱ مدیر عکاسی بود. سپس توسط لس آنجلس تایمز استخدام شد تا یک عملیات عکاسی در پایتخت کشور ایجاد کند. بوستون همه روسای جمهور از هری اس ترومن گرفته تا بیل کلینتون را پوشش عکاس خبری داد. در سال ۱۹۶۷ او مأمور شد تا پرتره‌ای از پلنگ سیاه سابق اچ. رپ براون را بگیرد. با توجه به روند فراخوان برای حقوق مدنی در اواخر دهه ۱۹۶۰، بوستون تصاویر بیشتری از جنبش حقوق مدنی در طول مبارزات انتخاباتی مردم فقیر و سایر رویدادهای برجسته از جمله پرتره‌ای از مارتین لوتر کینگ جونیور بگیرد. در ۲۲ اکتبر ۱۹۶۷، او معروف‌ترین عکس خود، قدرت گل (Flower Power) را عکس گرفت که نشان می‌داد یک معترض در اعتراضات علیه جنگ ویتنام در حال فرو کردن گل‌ها در لوله تفنگ‌های گارد ملی ایالات متحده آمریکا است.
او فینالیست جایزه پولیتزر برای عکسی از کورتا اسکات کینگ در سال ۱۹۸۷ بود که از مجسمه نیم تنه همسر فقیدش، کشیش مارتین لوتر کینگ جونیور، در کاخ کنگره آمریکا پرده‌برداری کرد. بوستون در کالج اجتماعی ویرجینیای شمالی و موسسه فناوری روچستر کلاس‌های عکاسی خبری تدریس می‌کرد.
آرشیو بسیاری از نگاتیوهای بوستون و همچنین تعدادی چاپ و برگه‌های تماس در موسسه فناوری روچستر نگهداری می‌شود. این کتاب که به عنوان ادای احترام به یاد او و الهام بخشی برای عکاسان جوان ایجاد شده است، شامل بیشتر کارهای او از جمله نگاتیو اصلی برای فلاور پاور است.

## جوایز
- ۱۹۸۷: فینالیست، جایزه پولیتزر برای عکاسی خبری فوری، عکاسی خبری نقطه‌ای.[۵][۶]
- ۱۹۹۳: جایزه یادبود جوزف اسپراگ از انجمن ملی عکاسان مطبوعاتی، بالاترین افتخار آنها.[۷]
- به تالار مشاهیر سیگما دلتا چی، انجمن روزنامه‌نگاران حرفه‌ای راه یافت.[۸]

## درگذشت
بوستون در ۲۲ ژانویه ۲۰۰۸ در خانه خود در بسای، ویرجینیا بر اثر آمیلوئیدوز درگذشت.